# Bysjön, Lunds kommun
Bysjön är en sjö i Lunds kommun i Skåne och ingår i Kävlingeåns huvudavrinningsområde. Sjön är 9 meter djup, har en yta på 0,103 kvadratkilometer och är belägen 22 meter över havet.

## Delavrinningsområde
Bysjön ingår i det delavrinningsområde (617561-135621) som SMHI kallar för Mynnar i Kävlingeån. Medelhöjden är 48 meter över havet och ytan är 47,63 kvadratkilometer. Räknas de 8 avrinningsområdena uppströms in blir den ackumulerade arean 238,96 kvadratkilometer. Klingavälsån som avvattnar avrinningsområdet har biflödesordning 2, vilket innebär att vattnet flödar genom totalt 2 vattendrag innan det når havet efter 47 kilometer. Avrinningsområdet består mestadels av skog (29 procent), öppen mark (14 procent) och jordbruk (47 procent). Avrinningsområdet har 0,53 kvadratkilometer vattenytor vilket ger det en sjöprocent på 1,1 procent. Bebyggelsen i området täcker en yta av 3,1 kvadratkilometer eller 7 procent av avrinningsområdet.